# 瓦西 (东萨摩斯市镇)
瓦西（希臘語：Βαθύ），是希腊北愛琴大區萨摩斯专区东萨摩斯市镇的一个市区及同名村庄。以前曾为独立的市镇。该市区位于萨摩斯岛的东北部。2011年整个市区的人口数量为12,517人，而同名村庄的人口数量则为1,888人。

## 地理与历史

1901年时的上瓦西村和港口

瓦西为建立在山坡上的古老村庄，其山坡下的港口后来发展为一个单独的城镇，即现今岛上的首府萨摩斯镇（又名下瓦西/）。狭义上的瓦西（即上瓦西/）位于萨摩斯镇旁边的山坡上，并事实上与萨摩斯镇形成一个整体。所以直至现在还经常用原先的名字瓦西来称呼整个区域及萨摩斯镇。瓦西的字面意思是“深的”，因该区域位于海湾的底部。整个萨摩斯镇和瓦西村所形成的区域的人口数量约为8,100人。
而作为东萨摩斯市镇的两个市区之一的瓦西市区位于岛上的东北部。市区内的最大聚居地为萨摩斯镇。
直至2010年瓦西为一个独立的市镇。2011年地方政府改革中与岛上的其他三个市镇合并为萨摩斯市镇。2019年的地方政府改革中萨摩斯市镇一分为二，瓦西市区成为东萨摩斯市镇的一个市区。